# 明石達生
明石 達生（あかし たつお）は、日本の都市計画家。国土交通技官、都市計画官僚を経て、東京都市大学都市生活学部教授を務める。

## 来歴
1984年に東京大学工学部都市工学科を卒業して、建設省に入省する。以後、横浜市地区計画等担当課長、建設省都市局まちづくり事業推進室／国土庁大都市圏整備局首都機能移転企画課、建設省都市計画課課長補佐、建設省建築物防災対策室課長補佐、国土技術政策総合研究所都市研究部都市計画研究室長などを歴任した。2007年 - 2010年には東京大学教授を兼任した。
著書に『検証・イギリスの都市再生戦略』（分担、風土社）「Urban Land Use Planning System in Japan」（JICA-Net Library）、「中心市街地活性化三法改正とまちづくり」「人口減少時代の都市計画－まちづくりの制度と戦略」（共著、学芸出版社）、「都市計画の地方分権」（共著、学芸出版社）など。